# Immenhof – Das Abenteuer eines Sommers
Immenhof – Das Abenteuer eines Sommers ist ein deutsch-belgischer Spielfilm aus dem Jahr 2019 von Sharon von Wietersheim mit Leia Holtwick, Laura Berlin, Ella Päffgen, Moritz Bäckerling, Rafael Gareisen und Heiner Lauterbach in den Hauptrollen. Die Premiere des Films erfolgte am 13. Januar 2019 in München, der deutsche Kinostart am 17. Januar 2019 und der österreichische am darauffolgenden Tag.

## Handlung
Auf dem Reitgut Immenhof leben drei verwaiste Schwestern: Charly ist 23, Lou 16 und Emmie 12 Jahre alt. Seit dem Tod ihres Vaters bewirtschaften sie den Hof gemeinsam. Lou hat große Kenntnisse über Pferde und trägt zum wirtschaftlichen Erfolg des Hofes bei. Sie hatte ein gutes Vertrauensverhältnis zu ihrem Vater und leidet sehr unter seinem Tod. Das Jugendamt prüft, ob Charly sich allein um ihre beiden jüngeren Schwestern kümmern kann.
Mit dem Besitzer des Nachbargestüts Jochen Mallinckroth und dessen Pferdetrainerin Runa gibt es Konflikte. Lou und ihr Kindheitsfreund Matz befreien Cagliostro, ein im Moor feststeckendes wertvolles Rennpferd, das Mallinckroth gehört. Das Pferd ist danach nicht mehr einsatzfähig, weil es nicht mehr in geschlossene Räume wie eine Box, einen Transporter oder die Startbox geht. Mallinckroth beanstandet die Rettungsaktion als unsachgemäß und stellt einen alten Kredit fällig, der auf dem Immenhof lastet. Die drei Schwestern drohen den Immenhof aufgrund wirtschaftlicher Probleme zu verlieren. Daraufhin verkaufen sie widerwillig ihr wertvollstes Pferd, die Stute Holly, an Mallinckroth. Unterstützung bekommt der Immenhof von dem YouTuber Leon aus Berlin, der auf dem Immenhof Sozialstunden ableisten muss. Sowohl Leon als auch Matz haben Interesse an Lou. Lou bietet Mallinckroth an, Cagliostros Verhalten zu korrigieren, wenn sie dafür im Gegenzug  Holly zurückbekommt. Mit Hilfe der Join-Up-Methode bringt sie Cagliostro in die Startbox, dennoch kann er das anstehende Rennen nicht gewinnen, weil er zwischen zwei Konkurrenten eingeklemmt wird.
Lou macht daraufhin ein Desensibilisierungstraining mit dem Tier, der Versuch gelingt. Der Immenhof kann weiterbestehen und Leon kehrt nach Berlin zurück.

## Produktion und Hintergrund

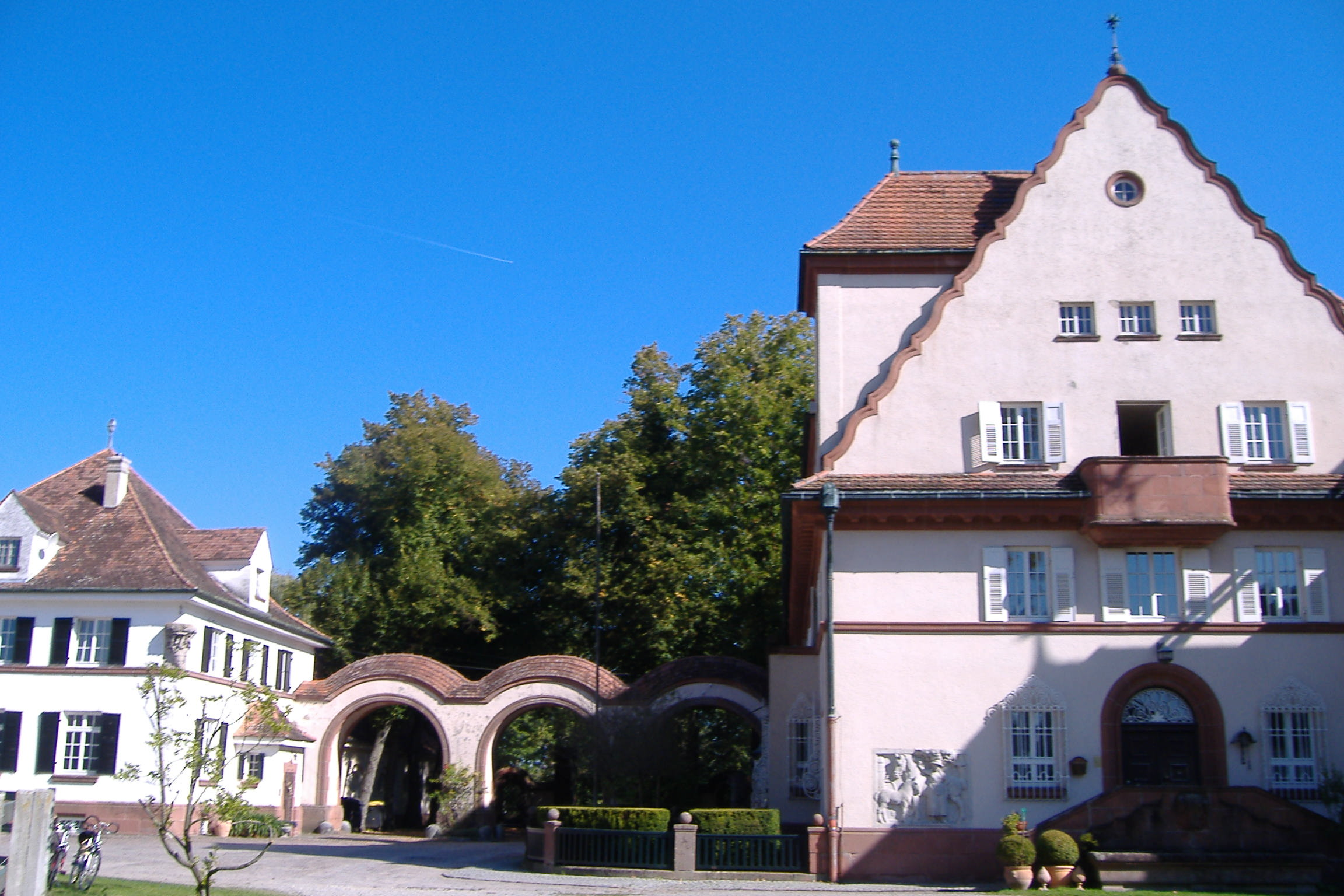
Einer der Drehorte: Gut Schwaighof in Allmannshofen

Die Dreharbeiten fanden vom 13. Juni bis zum 16. August 2018 statt, gedreht wurde in Bayern, Sachsen-Anhalt, im Saarland und in Belgien. Drehorte waren unter anderem Gut Schwaighof in Allmannshofen der Peterhof in Perl-Borg und der Truppenübungsplatz Altmark in der Colbitz-Letzlinger Heide.
Produziert wurde der Film von der Münchner Rich and Famous Overnight Production, Koproduzenten waren die belgische Potemkino und die Tele München Film- und Fernsehproduktions GmbH. Gefördert wurde die Produktion vom FilmFernsehFonds Bayern, dem Bayerischen Bankenfonds BBF, der Mitteldeutschen Medienförderung sowie von Screen Flanders und Belgian Tax Shelter.
Für das Kostümbild zeichnete Charlotte Willems verantwortlich, für das Szenenbild Frank Meiling, für den Ton Uve Haußig und für das Maskenbild Barbara Bijelic.
Am 26. Mai 2022 kam die Fortsetzung des Films mit dem Titel Immenhof – Das große Versprechen in die deutschen Kinos.
In den 1950er- und 70er-Jahren wurden fünf Immenhof-Filme produziert, in den 90er-Jahren lief im ZDF die Familienserie Immenhof.

## Rezeption
Sonja Fouraté schrieb auf hessenschau.de, dass sich der Film viel mehr nach Wendy oder Ostwind anfühle als nach den Originalen. Es gebe zwar einzelne Elemente der Originale, aber die Islandpferde und Shetlandponys fehlten beispielsweise. Die Schauspieler seien durch die Bank großartig, das Drehbuch wirke aber, „als sei es über ein Pferdefilm-Bingo zusammengestellt“. Nebenplots würden kurz angerissen, aber nicht auserzählt, was unnötig von der Hauptgeschichte ablenke, so dass kaum Spannung aufkomme. Fouraté kam zu dem Fazit: „Vorhersehbare Geschichte mit tollen Schauspielern. Für Fans von Filmen à la Ostwind.“